# Piet Cronjé

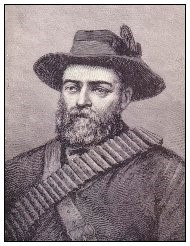
Piet Cronjé (1899/1900)

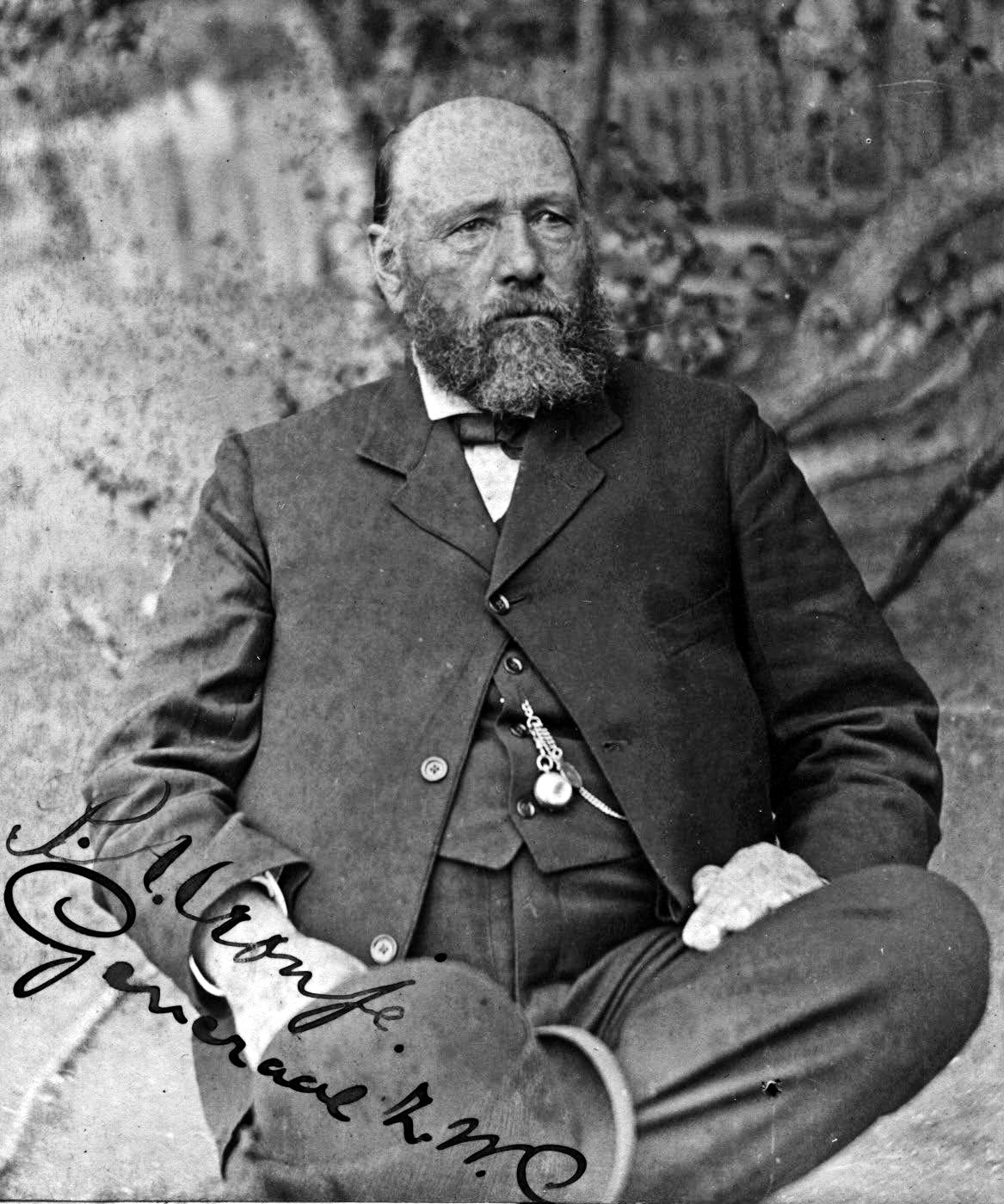
Cronjé auf St. Helena

Pieter Arnoldus Cronjé (* 4. Oktober 1836 in Colesberg, Kapkolonie; † 4. Februar 1911 in Potchefstroom, Transvaal), bekannt als Piet Cronjé, war ein Kommandeur der Buren im Ersten und Zweiten Burenkrieg. 

## Leben
Cronjé wurde in der britischen Kapkolonie geboren, wuchs aber in der von Buren geführten Südafrikanischen Republik auf. 
1880 begann er eine Rebellion gegen die britischen Truppen. Auslöser war ein Landwirt, dem seine Waren fortgenommen wurden, da er keine Steuern bezahlt hatte. Im folgenden Ersten Burenkrieg war er Kommandeur und belagerte erfolgreich die britische Garnison in Potchefstroom. 1881 wurde er im Zuge der wiedergewonnenen Unabhängigkeit Mitglied des Volksraad der Südafrikanischen Republik und unterstützte Paul Kruger.
Cronjé war Kommandeur der Soldaten, die den Briten Leander Starr Jameson und seine Truppe am Ende der Jameson Raid am 2. Januar 1896 bei Doornkop einkesselte. Während des Zweiten Burenkrieges war Cronjé General und kommandierte den westlichen Teil der burischen Truppen. Er begann die Belagerungen von Kimberley und Mafeking. In Mafeking belagerte er mit 2.000 bis 6.000 Soldaten die 1.200 Soldaten und Milizangehörigen unter Oberst Robert Baden-Powell.
Der britische Kommandeur Lord Methuen wollte die Belagerung Kimberleys beenden. Am 28. November 1899 fochten seine Truppen in der Schlacht von Modder River gegen die Buren. Die Schlacht endete mit einem Pyrrhussieg der Briten. Cronjé verwendete erstmals die Taktik, die Infanterie am Flussufer statt auf den Hügeln zu positionieren, um die langgestreckten Flugbahnen der Mauser-Gewehre besser zu nutzen. Die Idee stammte von dem burischen General Koos de la Rey. Später schlug Cronjé die britischen Truppen unter Lord Methuen in der Schlacht von Magersfontein am 11. Dezember 1899.
Cronjé zog seine Truppen nach Osten zurück. Er wurde jedoch in der Schlacht von Paardeberg besiegt und ergab sich am 27. Februar 1900 mit 3.919 Soldaten – fast einem Zehntel der burischen Truppen –, nachdem er von Lord Roberts’ Truppen eingekesselt worden war. Cronjé und seine Frau Hester, die ihn in die Schlacht begleitet hatte, wurden zusammen mit rund 1.000 weiteren Buren als Kriegsgefangene auf die britische Atlantikinsel St. Helena gebracht, wo er bis zum Friedensschluss 1902 inhaftiert blieb.
Cronjé lebte die letzten Jahre seines Lebens in Klerksdorp.